# Габрє-при-Сотескі
Габрє-при-Сотескі (словен. Gabrje pri Soteski) — поселення в общині Доленьське Топлице, регіон Південно-Східна Словенія, Словенія. Висота над рівнем моря: 217,6 м.